# Corydalis fargesii
Corydalis fargesii är en vallmoväxtart som beskrevs av Adrien René Franchet. Corydalis fargesii ingår i släktet nunneörter, och familjen vallmoväxter. Inga underarter finns listade i Catalogue of Life.